# Jurin Laksanawisit
Jurin Laksanawisit (thaï : จุรินทร์ ลักษณวิศิษฎ์), né le 15 mars 1956, est un auteur et homme politique thaïlandais. Membre du Parti démocrate, dont il est le chef de 2019 à 2023, il est député, vice-ministre puis ministre dans les gouvernements de Chuan Likphai et d'Aphisit Wetchachiwa.
De 2019, il est vice-Premier ministre et ministre du Commerce dans le second gouvernement de Prayut Chan-o-cha.
Il annonce sa démission en mai 2023 de sa fonction de chef du Parti démocrate après la défaite du parti aux élections législatives.

## Biographie

### Petite enfance et famille
Jurin Laksanawisit naît dans la province de Phang Nga. Il fréquente l'école Sirirat Wittaya puis l'école Suankularb Wittayalai, obtient un baccalauréat universitaire de la Faculté des sciences politiques de l'Université de Thammasat et une maîtrise en administration publique de l'Institut national d'administration du développement,.

### Carrière politique
Dans le gouvernement d'Abhisit Vejjajiva, il reçoit le poste de ministre de l'éducation dans le 59e Conseil des ministres

### Vie personnelle
Lorsqu'il est étudiant, il écrit des caricatures politiques sous le nom de plume "UDDA", surnom auquel on se réfère souvent aujourd'hui. En outre, il écrit également  des livres de voyage pour le groupe d'édition Matichon, intitulés UDDA, un stylo à la main pour voyager, et est reporter pour le journal Matichon.